# Alfonso Rubilli
Alfonso Rubilli (Avellino, 18 febbraio 1873 – Avellino, 7 gennaio 1960) è stato un politico e avvocato italiano.

## Biografia
Si laureò in giurisprudenza presso l'Università di Napoli a 22 anni ed iniziò ad esercitare la professione di avvocato.
Fu eletto deputato per la prima volta nel 1913 e rieletto nel 1919. Nel 1924 fu sottosegretario di Stato al Ministero dell'Agricoltura del primo dopoguerra.
Dopo l'omicidio di Giacomo Matteotti aderì alla secessione aventiniana e si ritirò dall'attività politica.
Dopo la guerra fu eletto rappresentante della provincia di Avellino all'Assemblea Costituente.
Fu senatore della I legislatura della Repubblica Italiana eletto nella lista dei liberali alle elezioni politiche del 1948 ma, a causa di un ictus cerebrale che lo rese invalido quello stesso anno, non sedette mai sui banchi del Senato.
Il suo nome è legato alla fama di grande benefattore, ed indissolubilmente alla Casa di Riposo Rubilli, che egli volle al posto del vecchio e fatiscente Asilo di mendicità, per offrire una dimora decorosa ai vecchi della città.